# RADIO ANTHEMS
『RADIO ANTHEMS』（レディオ アンセムズ）は、2025年4月4日からFM802とFM COCOLOで放送されているラジオ番組。

## 概要
2025年4月の改編より開始された番組。1局2波体制であるFM802とFM COCOLOで同時放送を行う『FM802 & FM COCOLO DUAL MUSIC PROGRAM』として放送開始した。幅広い年齢層の幅広い趣向のリスナーに向けて、洋楽・邦楽を織り交ぜた選曲をする放送内容となっている。DJは『AWESOME FRIDAYS』以来2年ぶりに金曜夕方の放送を担当する深町絵里。
番組公式ハッシュタグは「#アンセムズ」。
2025年4月1日に番組公式Xアカウントを開設したが、放送初日となる2025年4月4日以降シャドーバンされるトラブルが発生している。

## DJ
- 深町絵里

代演
- 加藤真樹子（2025年7月18日[注 1]）

## 放送時間
| 放送局    | 放送期間       | 放送時間             | 備考   |
| --------- | -------------- | -------------------- | ------ |
| FM802     | 2025年4月4日 - | 金曜日 18:00 - 20:00 | 制作局 |
| FM COCOLO | 2025年4月4日 - | 金曜日 18:00 - 20:00 |        |

## コーナー
記載の時刻はあくまで目安。
べんてんひろば Go Out
18:20 - 18:40
JR西日本提供。2025年大阪・関西万博開催期間中に設置された、弁天町駅に位置する「べんてんひろば」の情報を紹介する。
Bridge Track
18:40 - 18:55
毎週特定のアーティストのルーツを紐解き、時代を超えて受け継がれる音楽を繋ぐコーナー。